# Aeroportul Municipal Concord
Aeroportul Municipal Concord (IATA: CON, ICAO: KCON, FAA LID: CON) este un aeroport din New Hampshire, Statele Unite ale Americii. Aeroportul a fost tranzitat în 2019 de 90 de pasageri.
Situat la o altitudine de 105 m, aeroportul dispune de 2 piste.

## Infrastructură

### Piste
Aeroportul dispune de 2 piste. Pista 12/30 are suprafața de asfalt și dimensiunile 3.200 picioare × 75 picioare. Pista 17/35 are suprafața de asfalt și dimensiunile 6.005 picioare × 100 picioare. 